# 阿爾菲多
阿爾菲多，是日本純種競賽馬匹。生涯活躍於一哩賽事，曾勝出朝日盃未來錦標，亦因此取得最佳2歲雄馬殊榮。

## 出賽前
2009年4月11日出生於北海道安平町北部牧場，成長途中於一口馬主俱樂部Carrot Farm Co. Ltd.進行馬主募集。
其後交由美浦訓練中心練馬師手塚貴久訓練。

## 競賽生涯

### 2歲
2011年9月25日出戰中山競馬場2歲新馬戰，比賽初段維持於中團位置推進，於直路上抽出大外檔加速，最終超越所有對手取得首勝。
其後出戰條件戰丹桂特別，面對慢步速下仍然選擇較為不利的居中戰術，但於直路上爆發出優秀的末腳成功趕過先行集團，以1 1/2馬位優勢奪冠。
完成上述賽事後前往福島縣天榮村北部牧場天榮分場放草，原定以公開賽希望錦標作為目標，但練馬師手塚貴久認為馬匹狀態良好下希望出戰一級賽朝日盃未來錦標。
此建議獲得接納後隨即參戰賽事，但於新馬戰時的騎師松岡正海早前墮馬骨折下改由來日客串的韋紀力代打，同時雖然是次比賽有來自每日盃兩歲錦標、京王盃兩歲錦標及札幌兩歲錦標等分級賽戰線的對手，但阿爾菲多仍然因無敗的戰績取得第一人氣。比賽開始後，其順應前方白山明月做出的步速順勢佔領先頭有利位置，在快步速的情況下緊守內欄好位。進入直路後，其隨即加速透出並超越白山明月成為領先的賽駒，及後下繼續維持走勢拋離追擊的東京光環、羅布斯托及機敏小子進入獨走狀態，最終以2馬位優勢取得首個分級賽冠軍。

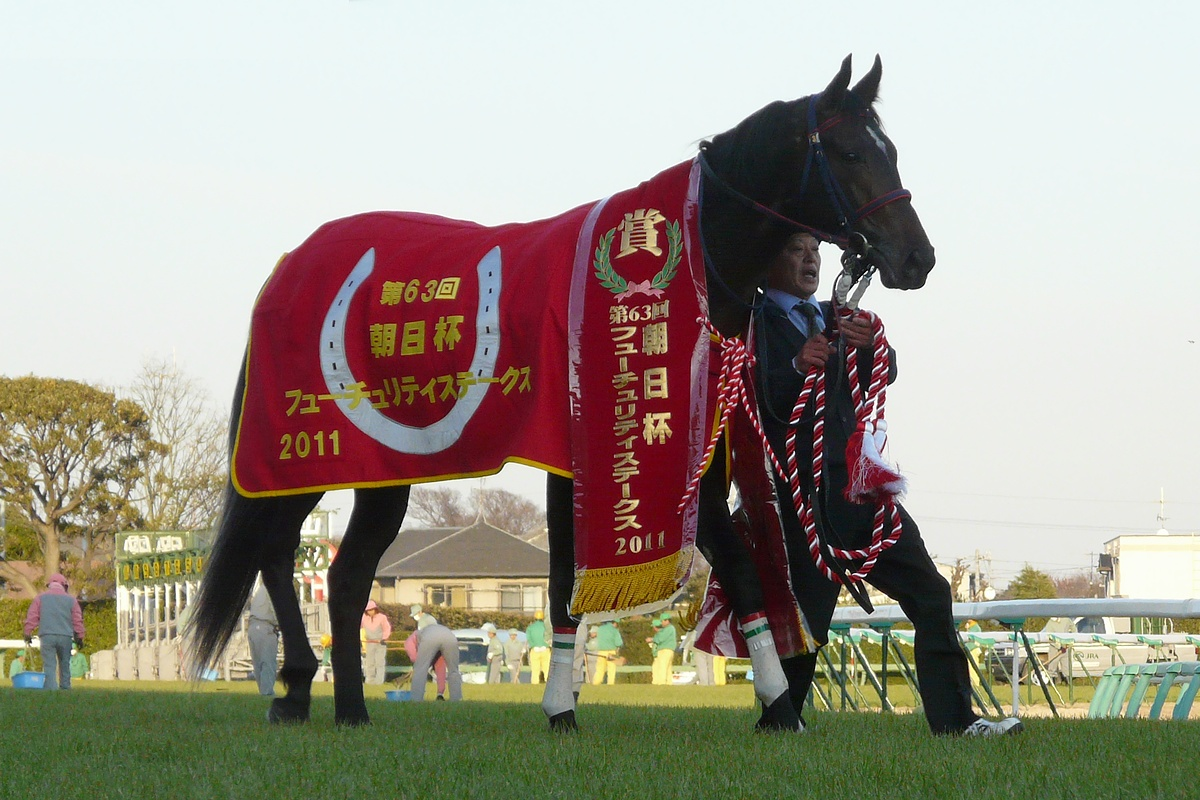
朝日盃未來錦標頒獎儀式

年末，由於其以無敗的姿態奪得一級賽冠軍，因而於評選中以279票取得首勝。

### 3歲
2012年其以皋月賞前哨戰春季錦標作為首戰，然而於比賽途中遭遇爛地，最終不斷失速下以第十二大敗。
同時，由於其賽後表現出明顯的疲倦，因而決定避戰皋月賞並進入休養。
恢復過後以NHK一哩賽作為目標，於外檔位置順利出閘下上前進佔城頭位置，於直路上雖然未能迫近前方領放的機伶獵駒，但仍然可以壓過亞瑟神劍及橄欖石取得第二。
5月27日決定增程度挑戰東京優駿（日本打吡），維持於中團靠為位置下無法於直路加速，最終於第十三大敗。
賽後前往放草，然而於期間被發右前腳出現肌腱炎，最終需時休養下直接跳過4歲生涯。

### 5歲
2014年1月復出出戰時間1年7個月的賽事大和錦標，然而狀態未完全恢復下以包尾第十六大敗。
其後繼續於各項賽事打拼，但均未取得勝利，於東風錦標、京王盃春季盃、天堂錦標及黃金盃分別以第六、第十及、十一及第四落敗。

### 6歲
2015年年初以新年錦標作為首戰，維持於後方位置下嘗試在最後彎道取位，但最終以第九落敗。
其後出戰三級賽東京新聞盃，比賽初段繼續以留後的方式展開，並在最後彎道至直路之間抽出大外檔，最終轟取不俗的末腳速度下僅敗於萬千里取得第二。
5月出戰新潟大賞典，比賽初段再度留後，一直處於隊伍最後方等待時機衝刺。通過最後彎道時，其繼續維持於內欄位置突圍，於直路上逐步加速上前下超越大部份對手，最終敗於順理成章及中山騎士取得第三。
其後於夏季繼續出戰賽事，但於七夕賞及新潟紀念中無法發揮上兩仗的實力，最終以第五及第七落敗。
完成上述賽事後腳部再度出現不安，因而進入休養。

### 7歲
2016年原定以葉森盃作為復出戰，但賽前左前腳出戰肌腱炎的正徵狀，最終在6月2日取消日本中央競馬會的賽駒註冊退役。

### 詳細賽績
| 日期       | 舉辦國家 | 馬場 | 距離   | 級別 | 賽事名稱       | 負重 | 騎師     | 馬號 | 出馬 | 名次 | 時間   | 頭馬（二馬）     |
| ---------- | -------- | ---- | ------ | ---- | -------------- | ---- | -------- | ---- | ---- | ---- | ------ | ---------------- |
| 25/9/2011  | 日本     | 中山 | 草1600 |      | 2歲新馬        | 54   | 松岡正海 | 8    | 13   | 1    | 1:38.0 | （Tosen Aura）   |
| 29/10/2011 | 日本     | 新潟 | 草1600 |      | 丹桂特別       | 55   | 吉田隼人 | 4    | 10   | 1    | 1:36.6 | （Dream Train）  |
| 18/12/2011 | 日本     | 中山 | 草1600 | GI   | 朝日盃未來錦標 | 55   | 韋紀力   | 3    | 16   | 1    | 1:33.4 | （羅布斯托）     |
| 18/3/2012  | 日本     | 中山 | 草1800 | GII  | 春季錦標       | 56   | 松岡正海 | 11   | 14   | 12   | 1:52.8 | 雄偉駒           |
| 6/5/2012   | 日本     | 東京 | 草1600 | GI   | NHK一哩賽      | 57   | 韋紀力   | 17   | 18   | 2    | 1:35.1 | 機伶獵駒         |
| 27/5/2012  | 日本     | 東京 | 草2400 | GI   | 東京優駿       | 57   | 武豐     | 18   | 18   | 13   | 2:25.1 | 華麗輝煌         |
| 11/1/2014  | 日本     | 京都 | 泥1400 | OP   | 大和錦標       | 56   | 松岡正海 | 2    | 16   | 16   | 1:25.1 | Maruka Fleet     |
| 16/3/2014  | 日本     | 中山 | 草1600 | OP   | 東風錦標       | 56   | 松岡正海 | 13   | 16   | 6    | 1:35.3 | Shiny Prince     |
| 17/5/2014  | 日本     | 東京 | 草1400 | GII  | 京王盃春季盃   | 56   | 韋紀力   | 13   | 15   | 10   | 1:20.6 | 赤劍             |
| 29/6/2014  | 日本     | 東京 | 草1400 | OP   | 天堂錦標       | 57   | 大野拓彌 | 6    | 13   | 11   | 1:23.4 | Mitra            |
| 16/11/2014 | 日本     | 東京 | 草1400 | OP   | 黃金盃         | 56   | 吉田豐   | 8    | 17   | 4    | 1:20.3 | Danon Programmer |
| 17/1/2015  | 日本     | 中山 | 草1600 | OP   | 新年錦標       | 57   | 吉田豐   | 10   | 16   | 9    | 1:34.5 | Cosmo Thorn Park |
| 8/2/2015   | 日本     | 東京 | 草1600 | GIII | 東京新聞盃     | 56   | 柴山雄一 | 13   | 16   | 2    | 1:35.7 | 萬千里           |
| 10/5/2015  | 日本     | 新潟 | 草2000 | GIII | 新潟大賞典     | 56   | 津村明秀 | 5    | 16   | 3    | 1:59.8 | 順理成章         |
| 12/7/2015  | 日本     | 福島 | 草2000 | GIII | 七夕賞         | 56   | 北村宏司 | 2    | 16   | 5    | 1:58.5 | 雄偉駒           |
| 6/9/2015   | 日本     | 新潟 | 草2000 | GIII | 新潟紀念       | 56   | 柴山雄一 | 12   | 18   | 7    | 1:59.0 | Passion Dance    |

## 退役後
退役後，阿爾菲多並未入種，而是於北海道苫小牧市北方馬匹公園休養，作為乘騎馬使用。
於作為乘騎馬使用的途中，其被北方馬匹公園員工兼帶廣畜產大學馬術部教練廣瀨春行相中，認為其條件適合出戰場地障礙賽，因而開始進行馬術的訓練。
2019年正式被轉移到北海道帶廣市帶廣畜產大學，成為馬術部的場地障礙賽及三日賽出戰賽駒之一，11月3日於全日本學生馬術大會中出戰，最終取得第二。

### 馬術詳細戰績
| 日期      | 舉辦國家 | 場地   | 大會名稱           | 賽事名稱                       | 項目名稱      | 策騎人     | 所屬隊伍     | 次序 | 出馬 | 名次 | 分數/時間 |
| --------- | -------- | ------ | ------------------ | ------------------------------ | ------------- | ---------- | ------------ | ---- | ---- | ---- | --------- |
| 3/11/2019 | 日本     | 三木   | 全日本學生馬術大會 | 全日本學生M-D障礙馬術賽        | 中場地障礙賽D | 瀨之口小夏 | 帶廣畜產大學 | 34   | 33   | 2    | 0:55.14   |
| 5/11/2019 | 日本     | 三木   | 全日本學生馬術大會 | 第62回全日本學生賞典三日賽大會 | EV100         | 瀨之口小夏 | 帶廣畜產大學 | 70   | 63   | 29   | 82.6      |
| 3/11/2020 | 日本     | 山梨   | 全日本學生馬術大會 | 第63回全日本學生賞典三日賽大會 | EV90          | 岡本優     | 帶廣畜產大學 | 69   | 30   | 16   | 45.7      |
| 26/8/2022 | 日本     | 南相馬 | 北日本學生馬術大會 | 標準中障礙D                    | 中場地障礙賽D | 宮竹秀一朗 | 帶廣畜產大學 | 14   | 11   | 6    | 1:00.19   |
| 28/8/2022 | 日本     | 南相馬 | 北日本學生馬術大會 | 北日本學生賞典三日賽           |               | 宮竹秀一朗 | 帶廣畜產大學 | 15   | 09   | 5    | 70.3      |
| 6/11/2022 | 日本     | 三木   | 全日本學生馬術大會 | 第65回全日本學生賞典三日賽大會 |               | 宮竹秀一朗 | 帶廣畜產大學 | 67   | 23   | 21   | 56.7      |
| 16/8/2023 | 日本     | 北方   | 北日本學生馬術大會 | 北日本學生賞典三日賽           |               | 武田櫻     | 帶廣畜產大學 | 19   | 4    | 10   | 57.5      |
| 6/11/2023 | 日本     | 三木   | 全日本學生馬術大會 | 第66回全日本學生賞典三日賽大會 | EV100         | 武田櫻     | 帶廣畜產大學 | 66   | 44   | 21   | 51.6      |

## 血統簡介
父系吉兆爲美國生產的日本賽駒，生涯戰績彪炳，曾於2002年及2003年連霸秋季天皇賞及有馬紀念。祖父Kris S.爲美國賽駒，生涯僅出戰五場賽事並勝出其中三場，但未有任何分級賽優勝紀錄。
母系Princess Camellia為日本賽駒，生涯僅得一勝。外祖父週日寧靜是美國三冠賽雙冠馬，退役後在日本配種，在日本馬壇相當成功，贏得多項分級賽事，其子嗣贏得巨額獎金。

### 血統表
| 父線：雷弼圖系（Hail to Reason系）        |                             |                 |                 |
| 種馬 吉兆 1999年（深棗色）                | Kris S. 1977年（深棗色）    | 雷弼圖          | Hail to Reason  |
| 種馬 吉兆 1999年（深棗色）                | Kris S. 1977年（深棗色）    | 雷弼圖          | Bramalea        |
| 種馬 吉兆 1999年（深棗色）                | Kris S. 1977年（深棗色）    | Sharp Queen     | Princequillo    |
| 種馬 吉兆 1999年（深棗色）                | Kris S. 1977年（深棗色）    | Sharp Queen     | Bridgework      |
| 種馬 吉兆 1999年（深棗色）                | Tee Kay 1991年（深棗色）    | Gold Meridian   | 西雅圖迴旋      |
| 種馬 吉兆 1999年（深棗色）                | Tee Kay 1991年（深棗色）    | Gold Meridian   | Queen Louie     |
| 種馬 吉兆 1999年（深棗色）                | Tee Kay 1991年（深棗色）    | Tri Argo        | Tri Jet         |
| 種馬 吉兆 1999年（深棗色）                | Tee Kay 1991年（深棗色）    | Tri Argo        | Hail Proudly    |
| 繁殖雌馬 Princess Camellia 2001年（棗色） | 週日寧靜 1986年（棕色）     | Halo            | Hail to Reason  |
| 繁殖雌馬 Princess Camellia 2001年（棗色） | 週日寧靜 1986年（棕色）     | Halo            | Cosmah          |
| 繁殖雌馬 Princess Camellia 2001年（棗色） | 週日寧靜 1986年（棕色）     | Wishing Well    | Understanding   |
| 繁殖雌馬 Princess Camellia 2001年（棗色） | 週日寧靜 1986年（棕色）     | Wishing Well    | Mountain Flower |
| 繁殖雌馬 Princess Camellia 2001年（棗色） | La Traviatia 1994年（栗色） | Sakura Yutaka O | Tesco Boy       |
| 繁殖雌馬 Princess Camellia 2001年（棗色） | La Traviatia 1994年（栗色） | Sakura Yutaka O | Angelica        |
| 繁殖雌馬 Princess Camellia 2001年（棗色） | La Traviatia 1994年（栗色） | Sakura Hagoromo | 北方風味        |
| 繁殖雌馬 Princess Camellia 2001年（棗色） | La Traviatia 1994年（栗色） | Sakura Hagoromo | Clear Amber     |
| 雌系：號族：4-m                           |                             |                 |                 |
| 五代內近親交配：Hail to Reason 4×4        |                             |                 |                 |

## 命名由來
名字Alfredo（アルフレード）出自由皮亞威編寫、朱塞佩・威爾第作曲並改編自小仲馬同名小說的三幕劇《茶花女》中主角Alfredo Gérmont之名字，聯想自母系Princess Camellia（此名字有山茶花公主之意思）及外祖母La Traviata（此名字即為《茶花女》之原文）之名字，澳門採用音譯，翻譯為「阿爾菲多」。

## 外部連結
- 阿爾菲多 netkeiba.com
- 血統表